# Biville-la-Baignarde
Pour les articles homonymes, voir Biville (homonymie).
Biville-la-Baignarde est une commune française située dans le département de la Seine-Maritime en région Normandie, peuplée de 658 habitants.

## Géographie

### Communes limitrophes
| Beauval-en-Caux             |                      | Heugleville-sur-Scie |
|                             | Biville-la-Baignarde | Val-de-Scie          |
| Calleville-les-Deux-Églises | Tôtes                | Saint-Denis-sur-Scie |

### Hydrographie
La commune est située dans le bassin Seine-Normandie. Elle n'est drainée par aucun cours d'eau,.

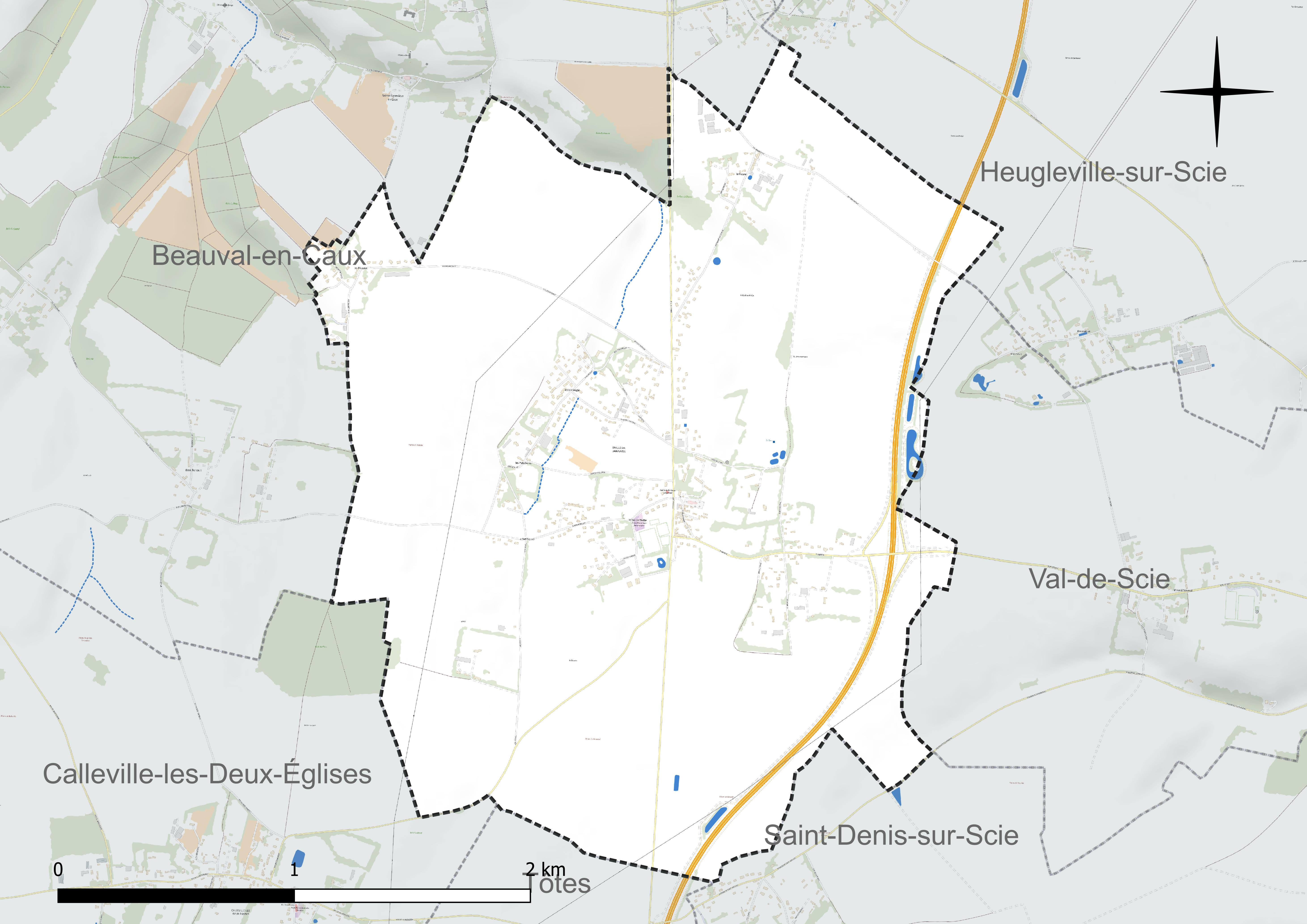
Réseau hydrographique de Biville-la-Baignarde.

### Climat
Pour des articles plus généraux, voir Climat de la Normandie et Climat de la Seine-Maritime.
En 2010, le climat de la commune est de type climat océanique franc, selon une étude du CNRS s'appuyant sur une série de données couvrant la période 1971-2000. En 2020, Météo-France publie une typologie des climats de la France métropolitaine dans laquelle la commune est exposée à un climat océanique et est dans la région climatique Côtes de la Manche orientale, caractérisée par un faible ensoleillement (1 550 h/an) ; forte humidité de l’air (plus de 20 h/jour avec humidité relative > 80 % en hiver), vents forts fréquents. Parallèlement le GIEC normand, un groupe régional d’experts sur le climat, différencie quant à lui, dans une étude de 2020, trois grands types de climats pour la région Normandie, nuancés à une échelle plus fine par les facteurs géographiques locaux. La commune est, selon ce zonage, exposée à un « climat maritime », correspondant au Pays de Caux, frais, humide et pluvieux, légèrement plus frais que dans le Cotentin.
Pour la période 1971-2000, la température annuelle moyenne est de 10,2 °C, avec une amplitude thermique annuelle de 13,6 °C. Le cumul annuel moyen de précipitations est de 919 mm, avec 13,5 jours de précipitations en janvier et 8,8 jours en juillet. Pour la période 1991-2020, la température moyenne annuelle observée sur la station météorologique la plus proche, située sur la commune d'Ectot-lès-Baons à 19 km à vol d'oiseau, est de 10,8 °C et le cumul annuel moyen de précipitations est de 905,5 mm,. Pour l'avenir, les paramètres climatiques de la commune estimés pour 2050 selon différents scénarios d'émission de gaz à effet de serre sont consultables sur un site dédié publié par Météo-France en novembre 2022.

## Urbanisme

### Typologie
Au 1er janvier 2024, Biville-la-Baignarde est catégorisée commune rurale à habitat dispersé, selon la nouvelle grille communale de densité à sept niveaux définie par l'Insee en 2022.
Elle est située hors unité urbaine.
Par ailleurs la commune fait partie de l'aire d'attraction de Rouen, dont elle est une commune de la couronne,. Cette aire, qui regroupe 317 communes, est catégorisée dans les aires de 200 000 à moins de 700 000 habitants,.

### Description

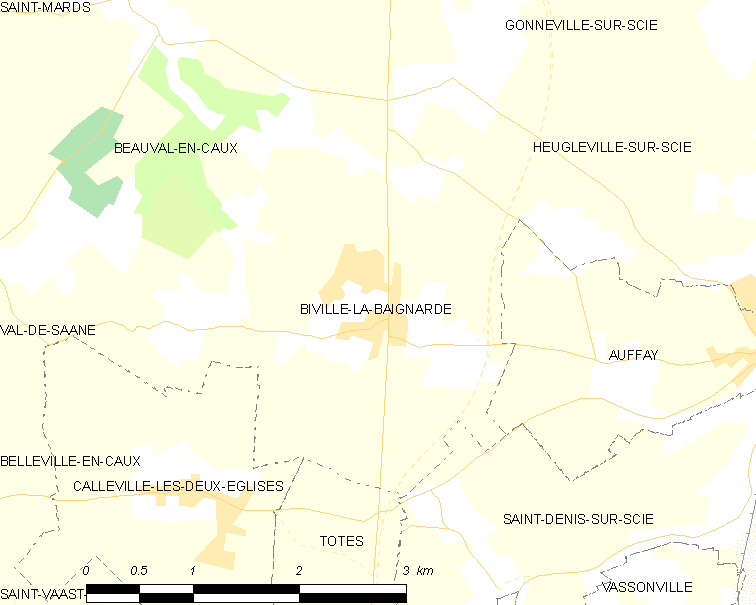
Carte de la commune.

### Occupation des sols
L'occupation des sols de la commune, telle qu'elle ressort de la base de données européenne d’occupation biophysique des sols Corine Land Cover (CLC), est marquée par l'importance des territoires agricoles (94,1 % en 2018), une proportion identique à celle de 1990 (94,1 %).
La répartition détaillée en 2018 est la suivante : terres arables (75,7 %), prairies (18,4 %), zones urbanisées (5,8 %).

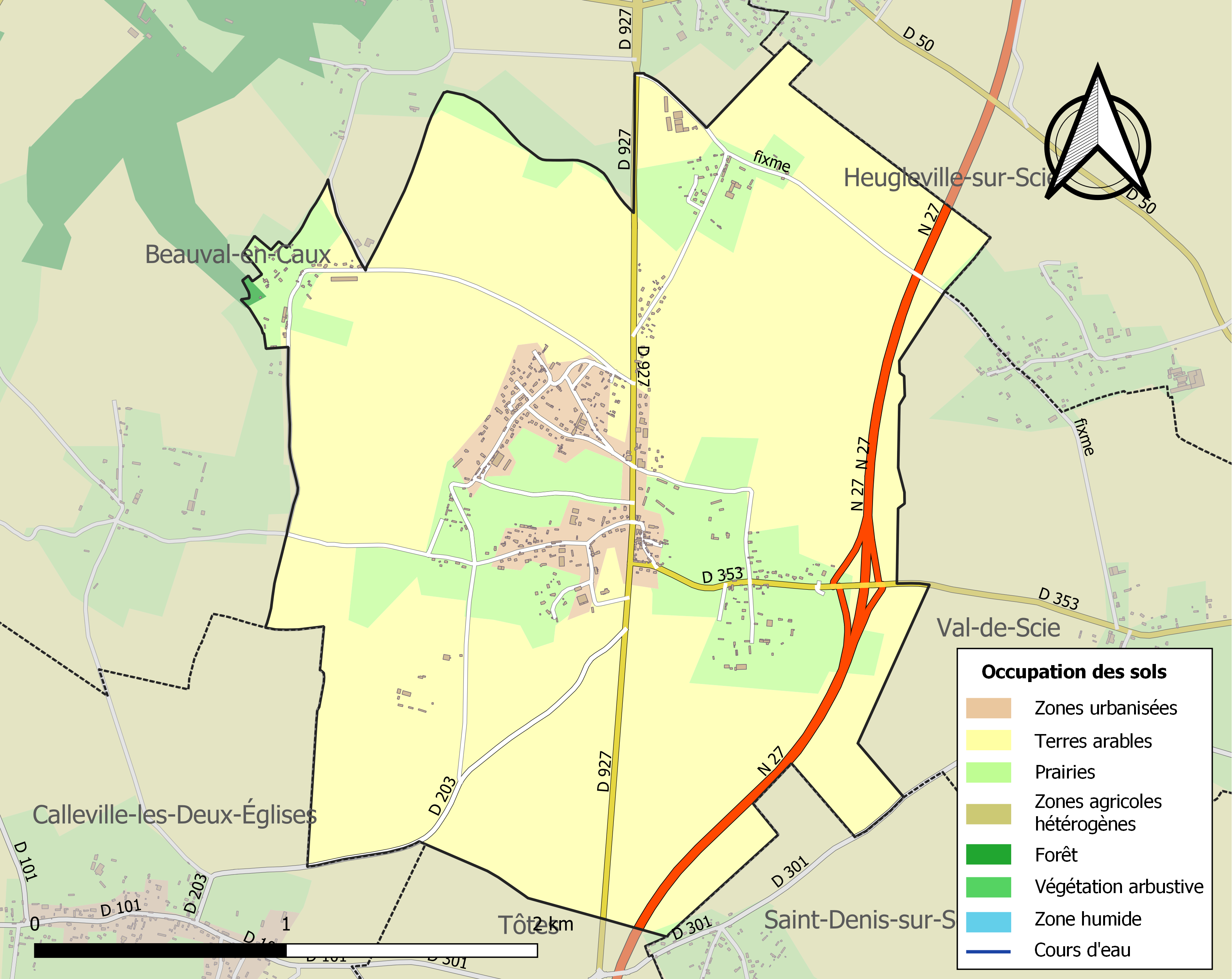
Carte des infrastructures et de l'occupation des sols de la commune en 2018 (CLC).

L'évolution de l’occupation des sols de la commune et de ses infrastructures peut être observée sur les différentes représentations cartographiques du territoire : la carte de Cassini (XVIIIe siècle), la carte d'état-major (1820-1866) et les cartes ou photos aériennes de l'IGN pour la période actuelle (1950 à aujourd'hui).

## Toponymie
Le nom de la localité est attesté sous la forme Buivilla vers 1240, Biville la Baignarde en 1793.
Ce toponyme repose sur l'ancien norois de l'ouest búi « habitant, résident », dérivé du verbe búa « demeurer, habiter, résider ».
la-Baignarde : le genre féminin affecte l'article et le nom de famille Baignard.

## Histoire
En 1491, la paroisse a pour seigneur Janon de Dampierre.
Seconde Guerre mondiale
Lors de la Bataille de France, au début de la Seconde Guerre mondiale, les chasseurs alpins de la 5e demi-brigade et le 5e régiment de cuirassiers défendirent le village contre l'avancée allemande. Une stèle rappelle leur sacrifice.

Cartes postales anciennes de la commune (début du XXe siècle)
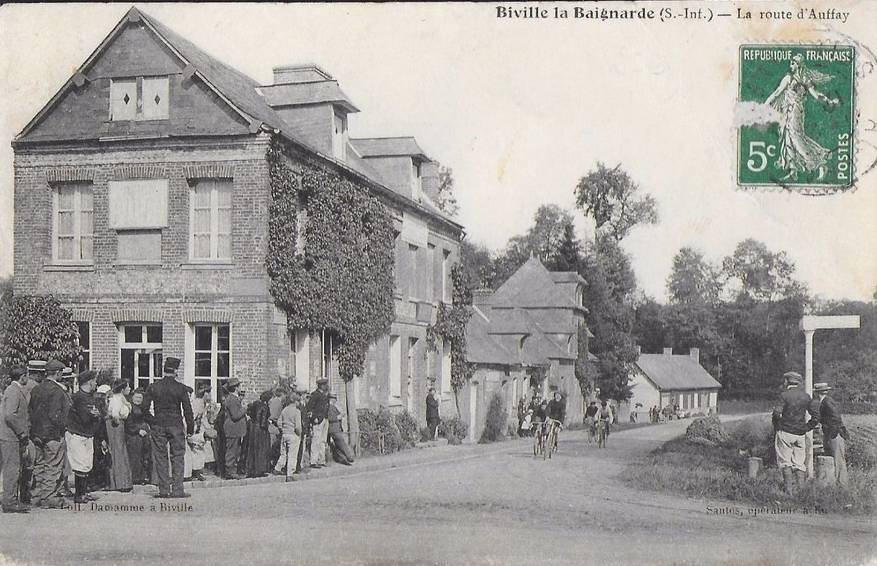
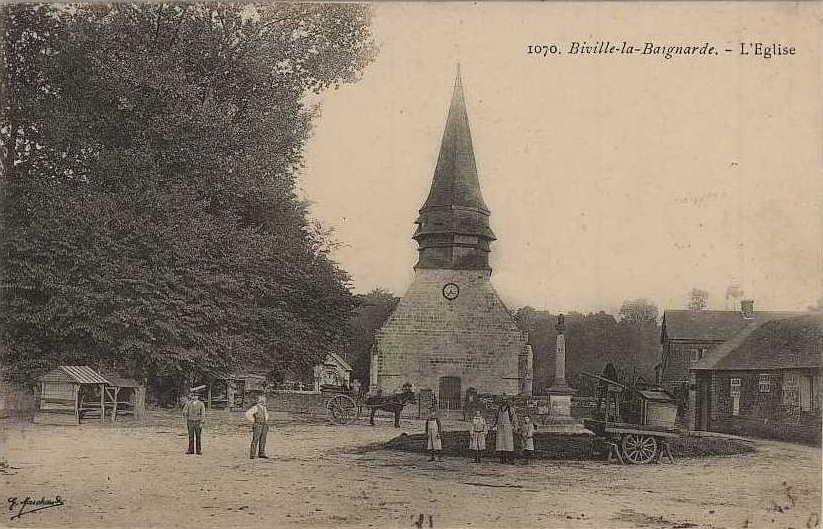
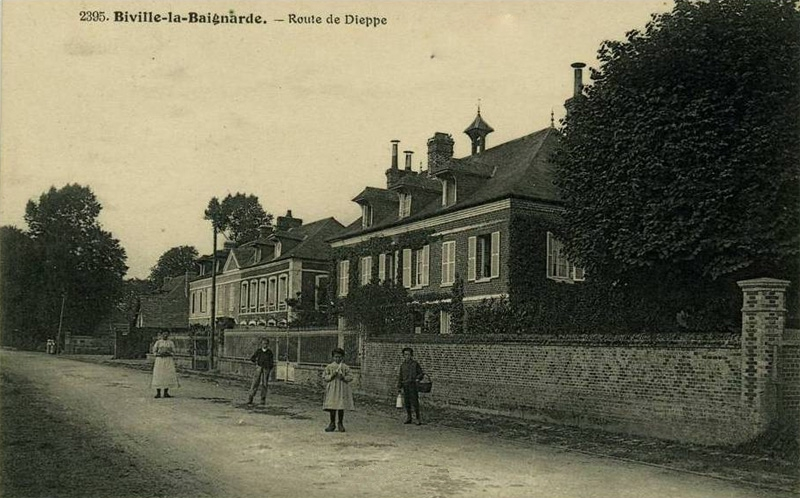
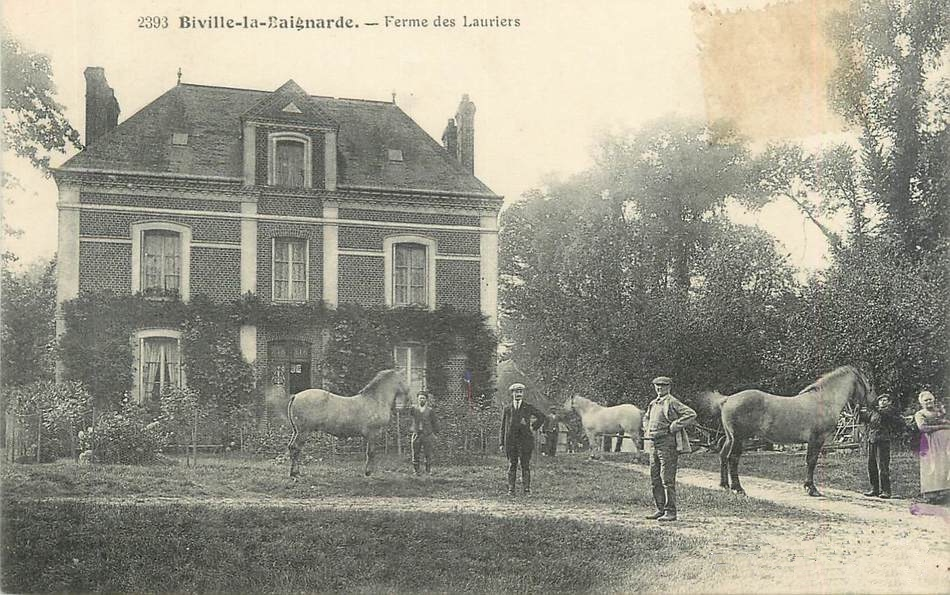
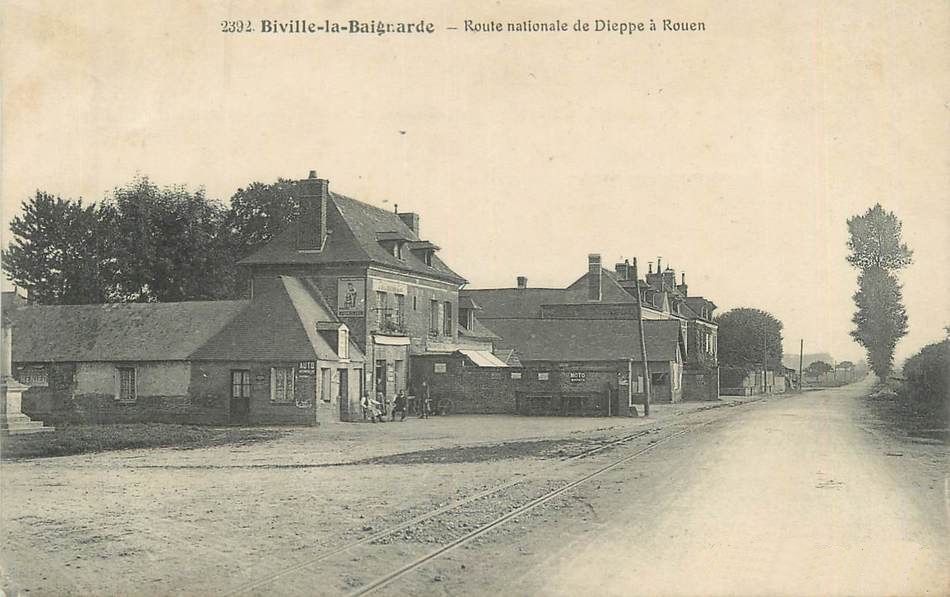
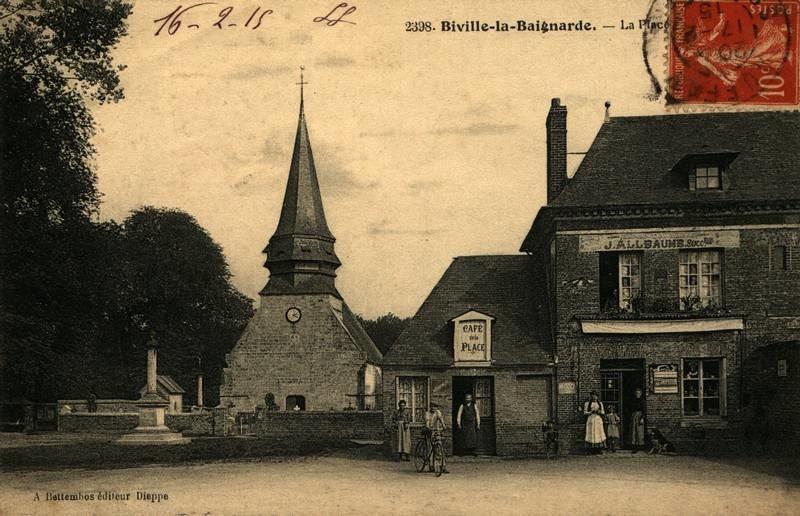

## Politique et administration
| Période                                  | Période                    | Identité               | Étiquette   | Qualité |
| ---------------------------------------- | -------------------------- | ---------------------- | ----------- | --- |
| Les données manquantes sont à compléter. |                            |                        |             | |
| 1816                                     |                            | Jean-Marie Prevel      |             | |
| 1840                                     |                            | B. Frichet             |             | |
| Les données manquantes sont à compléter. |                            |                        |             | |
| 1921                                     | 1923                       | Ambroise Roger         |             | |
| 1923                                     | 1934                       | Edmond Roger           |             | Marchand de bestiaux |
| 1935                                     |                            | Lainé                  |             | |
| 1937                                     |                            | Fernand Bataille       | Républicain | |
| Les données manquantes sont à compléter. |                            |                        |             | |
| 1967                                     | 1983                       | Jean Marsac            |             | |
| Les données manquantes sont à compléter. |                            |                        |             | |
| mars 1983                                | février 2018,              | Chantal Furon-Bataille | DVD         | Retraitée Conseillère générale du canton de Tôtes (2002 → -2015) Chevalière de la Légion d’honneur Décédée en fonctions |
| avril 2018                               | En cours (au 10 août 2020) | Jean-Marie Tabesse     |             | Réélu pour le mandat 2020-2026                                                                                          |

## Démographie
L'évolution du nombre d'habitants est connue à travers les recensements de la population effectués dans la commune depuis 1793. Pour les communes de moins de 10 000 habitants, une enquête de recensement portant sur toute la population est réalisée tous les cinq ans, les populations de référence des années intermédiaires étant quant à elles estimées par interpolation ou extrapolation. Pour la commune, le premier recensement exhaustif entrant dans le cadre du nouveau dispositif a été réalisé en 2006.

En 2022, la commune comptait 658 habitants, en évolution de +0,61 % par rapport à 2016 (Seine-Maritime : +0,35 %, France hors Mayotte : +2,11 %).
| 1793 | 1800 | 1806 | 1821 | 1831 | 1836 | 1841 | 1846 | 1851 |
| ---- | ---- | ---- | ---- | ---- | ---- | ---- | ---- | ---- |
| 680  | 570  | 630  | 720  | 745  | 762  | 814  | 786  | 761  |

| 1856 | 1861 | 1866 | 1872 | 1876 | 1881 | 1886 | 1891 | 1896 |
| ---- | ---- | ---- | ---- | ---- | ---- | ---- | ---- | ---- |
| 723  | 712  | 659  | 647  | 663  | 720  | 617  | 612  | 569  |

| 1901 | 1906 | 1911 | 1921 | 1926 | 1931 | 1936 | 1946 | 1954 |
| ---- | ---- | ---- | ---- | ---- | ---- | ---- | ---- | ---- |
| 556  | 553  | 590  | 531  | 540  | 512  | 494  | 546  | 539  |

| 1962 | 1968 | 1975 | 1982 | 1990 | 1999 | 2006 | 2011 | 2016 |
| ---- | ---- | ---- | ---- | ---- | ---- | ---- | ---- | ---- |
| 579  | 542  | 560  | 568  | 548  | 514  | 570  | 646  | 654  |

| 2021 | 2022 | - | - | - | - | - | - | - |
| ---- | ---- | - | - | - | - | - | - | - |
| 659  | 658  | - | - | - | - | - | - | - |

## Culture locale et patrimoine

### Lieux et monuments
- Église Saint-Paër.
- Buste de Marianne sur une colonne, devant l'église, en souvenir de la Révolution française.
- Monument aux morts, situé à l'intersection de la rue Roger-Camain et de la route de la Mer (RD 927), surmonté de la statue Le Poilu mourant en défendant le Drapeau.

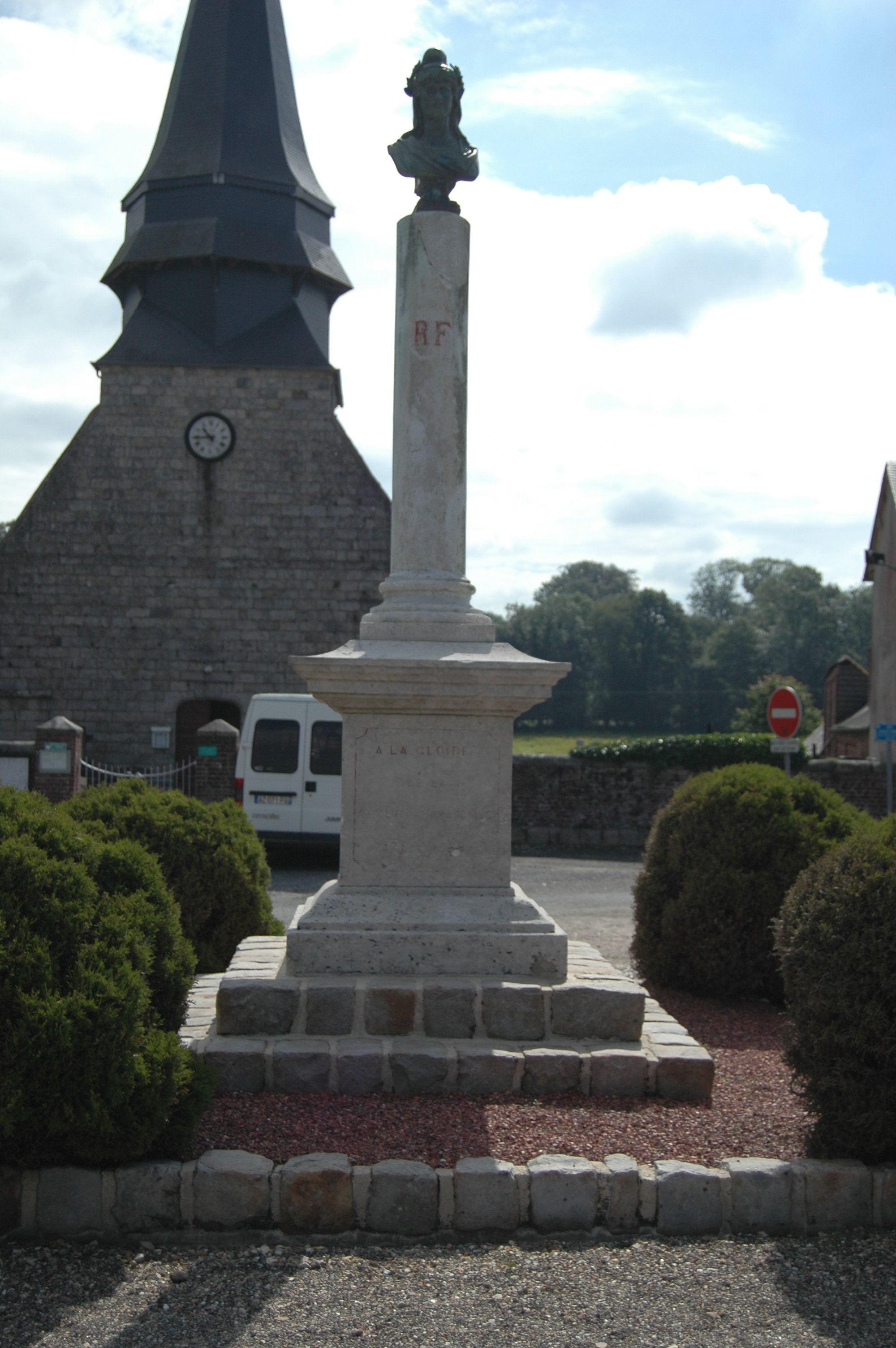
Le buste de Marianne, devant l'église.
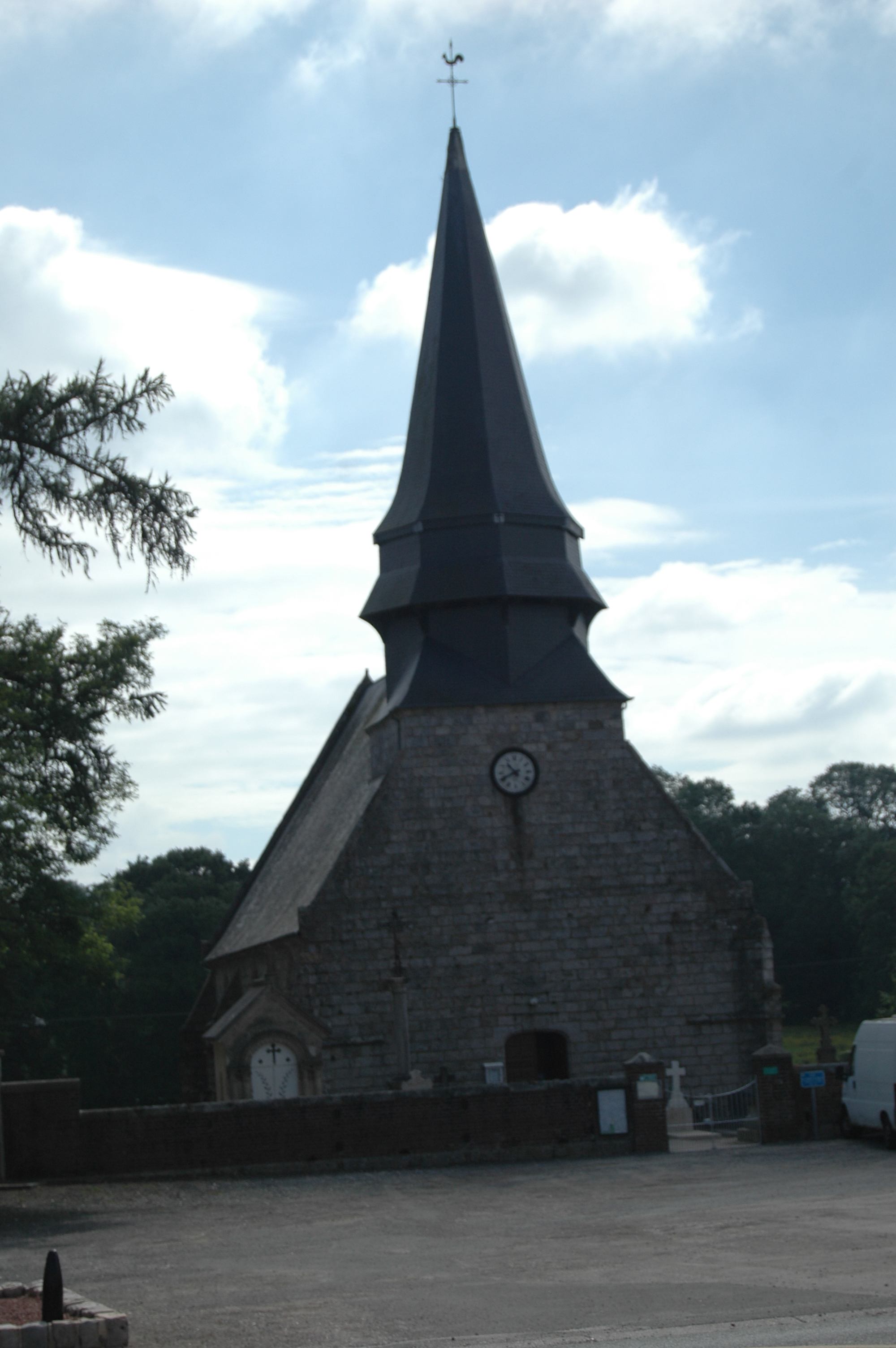
L'église Saint-Paër.
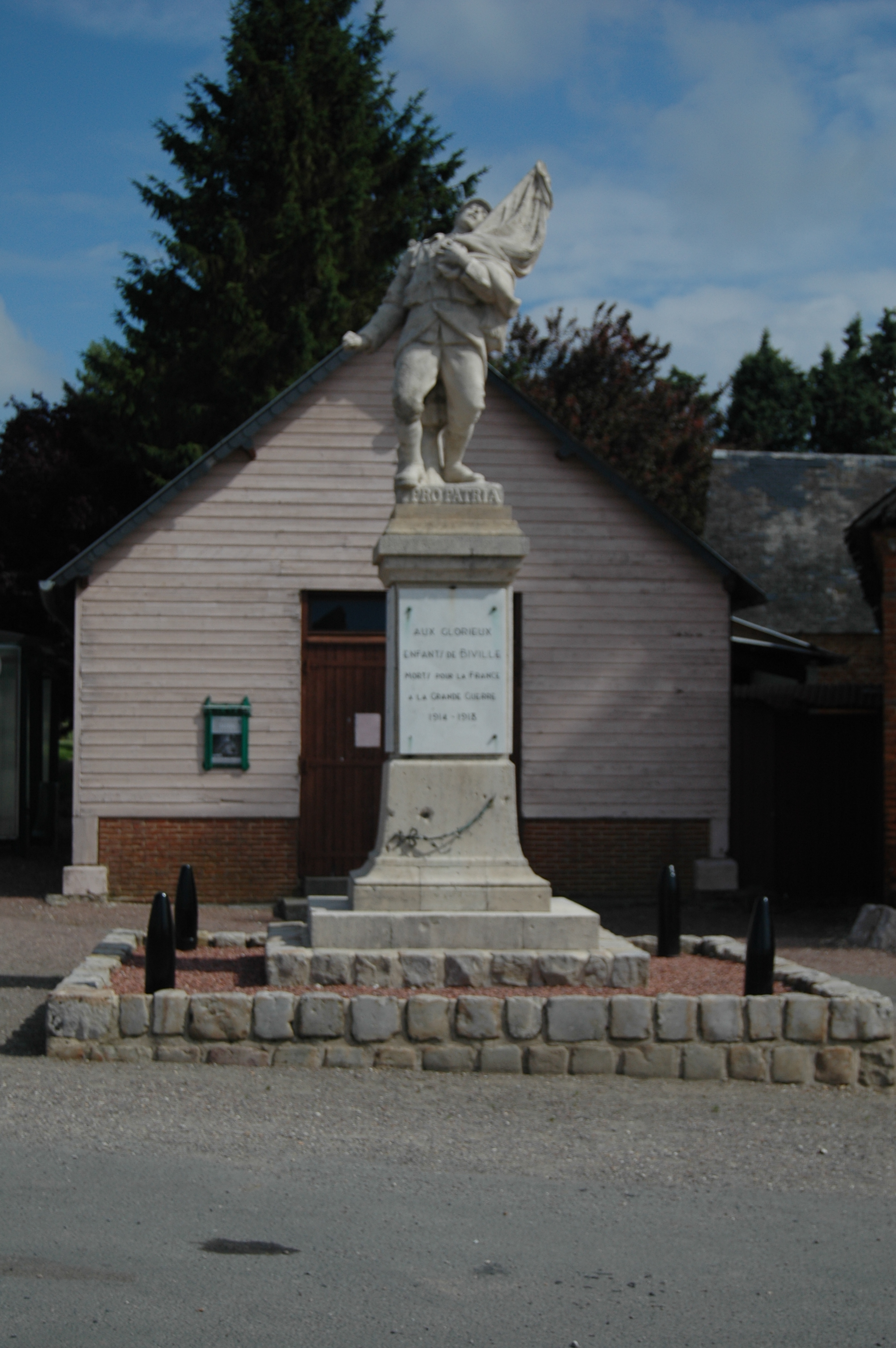
Le monument aux morts.
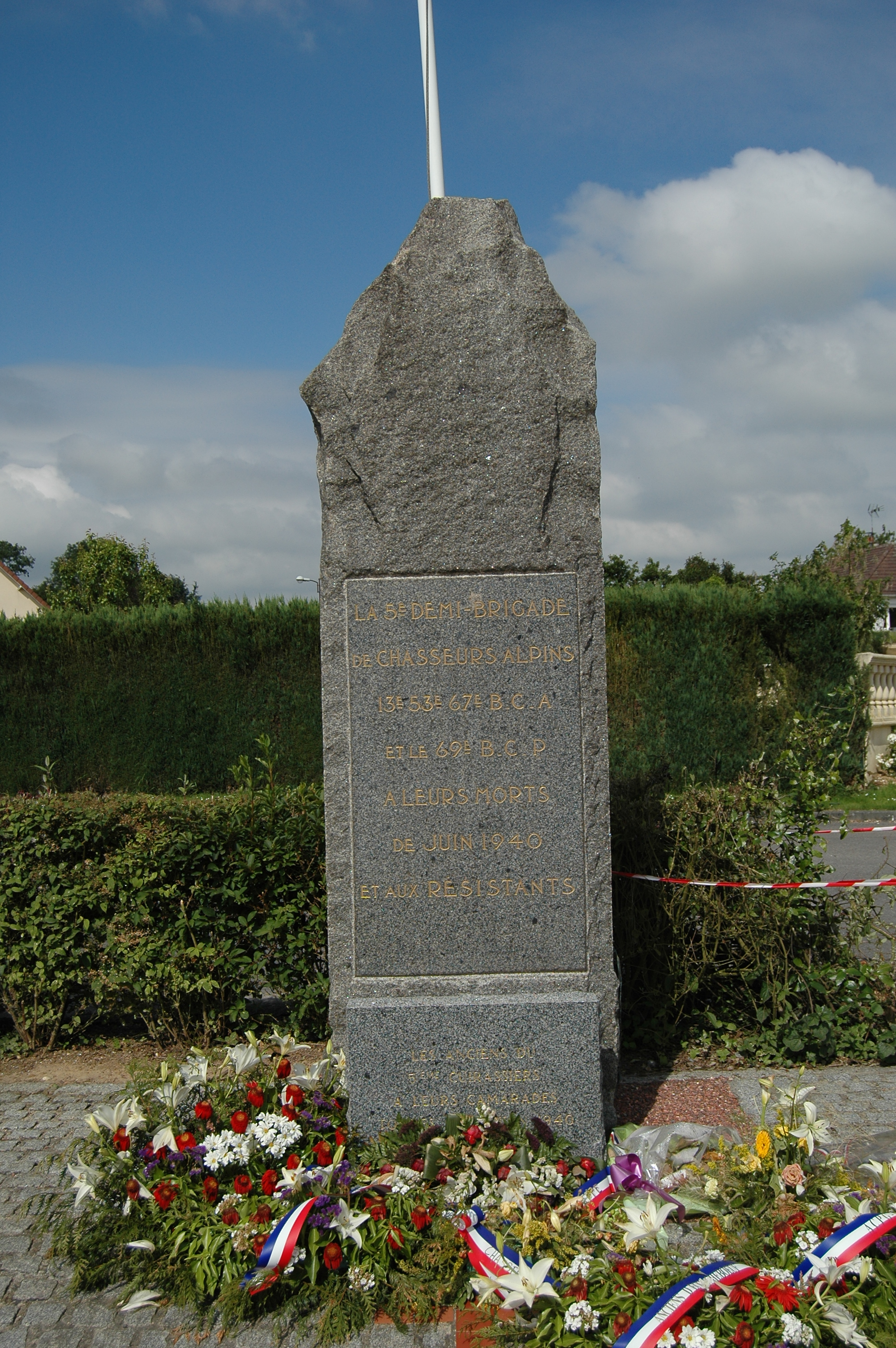
La stèle en l'honneur des chasseurs alpins.

### Personnalités liées à la commune
- Roger Camain, résistant, membre des Forces françaises de l'intérieur (FFI), fusillé par les troupes allemandes en 1944. Une rue de la commune porte son nom[18].

### Héraldique
| Armes de Biville-la-Baignarde | Les armes de la commune de Biville-la-Baignarde se blasonnent ainsi : De gueules à la colonne sur son socle d'argent chargé de l'inscription RF en lettre capitales de sable et sommée d'un buste de Marianne d'argent, chapé d'or chargé à dextre d'un fer à cheval de gueules et à senestre d'une molette du même; le tout sommé d'un chef d'azur chargé d'un lion léopardé d'or. |